# 圆叶钗子股
圆叶钗子股（学名：Luisia cordata）为兰科钗子股属下的一个种。种名cordata意为心形的。